# Candlesby
Candlesby är en by i civil parish Candlesby with Gunby, i distriktet East Lindsey, i grevskapet Lincolnshire, i England. Byn är belägen 5 km från Spilsby. Candlesby var en civil parish fram till 1987 när blev den en del av Candlesby with Gunby. Civil parish hade 144 invånare år 1961. Byn nämndes i Domedagsboken (Domesday Book) år 1086, och kallades då Calnodesbi.